# Viale Bruno Buozzi
Viale Bruno Buozzi è una strada urbana alberata del comune di San Benedetto del Tronto, in provincia di Ascoli Piceno. Il viale intitolato all'ex sindacalista Bruno Buozzi, in precedenza "lungomare Cristoforo Colombo", è stato inaugurato il 30 luglio del 1932.
Insieme all'adiacente viale Secondo Moretti e alla piazza Carlo Giorgini rappresenta il punto di riferimento turistico e mondano della città marchigiana.

## Storia
Nel corso degli anni venti, l'amministrazione comunale di San Benedetto del Tronto, diede l'incarico dall'ingegner Luigi Onorati, nell'ambito del progetto che portò alla realizzazione dell'attuale Lungomare, di progettare una strada che costeggia la spiaggia, per migliorare le attrattive turistiche della cittadina.Dal 1967 sul viale è posizionato il traguardo della corsa ciclistica a tappe Tirreno-Adriatico.

## Caratteristiche
Il Viale di lunghezza media, circa 280 m e largo 40 m (marciapiedi compresi), completamente isola pedonale collega Piazza Carlo Giorgini al Lungomare e collega la zona nord alla zona sud dela città. Caratteristica particolare del viale sono le balaustre, nel 2022 completamente ristrutturate, con scalinate di accesso alla spiaggia (ora non più presente), alle esedre ed ai marciapiedi, quest’ultimi arricchiti di aiuole ricolme di fiori. Caratterizzato dalla presenza di varie qualità di essenze arboree, tra le quali innumerevoli piantagioni di palme delle più svariate specie, come la palma delle Canarie, palma californiana, palma nana e quindi alberi di ailanthus, oleandri ed inoltre pini, per fare da cornice alle balaustre.

## Luoghi d'interesse
- Pineta Buozzi —  Caratterizzata da specie di pini, nella quale vi sono locali di pubblico esercizio, parco giochi e diverse panchine.
- Palazzina Azzurra —  Collocata alla fine di viale Bruno Buozzi all'ingresso del Lungomare nord; in un primo tempo luogo di ritrovo mondano, oggi è luogo di mostre; al suo interno è presente un giardino con varie essenze floreali e la scultura in neon colorato Vale&Tino di Marco Lodola. la Palazzina Azzurra fu inaugurata il 1º settembre 1934.
- Circolo Tennis Maggioni —  Inaugurato nel 1933 è collocato al lato est del viale, è caratterizzato da 10 campi da tennis di cui 8 in terra rossa e 2 in erba sintetica, (di cui 6 coperti) una club house, una palestra con attrezzi e un'area giochi per ragazzi. Nella struttura si possono disputare diverse discipline fra cui tennis, padel e calcio a 5. Dispone di tribune per una capienza di circa 800 posti a sedere.[7][8][9]
- Parco giochi "Central Park" — Parco gioghi collocato al termine del viale lato est, è caratterizzato dalla presenza di pista mini go-kart, scivoli, altalene e vari giochi ludici e didattici.[10]

## Manifestazioni
- Carnevale Sambenedettese — è uno dei più antichi carnevali d'Italia risale al 1828, con la tradizionale sfilata domenicale dei carri allegorici,seppur con continue interruzioni, si svolge nelle tre domeniche prima dell'inizio della quaresima lungo viale Buozzi e Piazza Carlo Giorgini.[11]
- L'Antico e le Palme — È la mostra mercato dell'antiquariato più grande della Riviera. Nata a San Benedetto nel 1991 si svolge quattro volte l'anno con 200 espositori che provengono da tutta Europa.[12][13][14]
- San Beach Comix — Il Festival del fumetto di San Benedetto del Tronto, è la più grande delle Marche ad ingresso gratuito entrando di diritto come socio del Riff - Rete Italiana Festival del Fumetto.[15]

## Galleria d'immagini

Il Viale negli anni '50
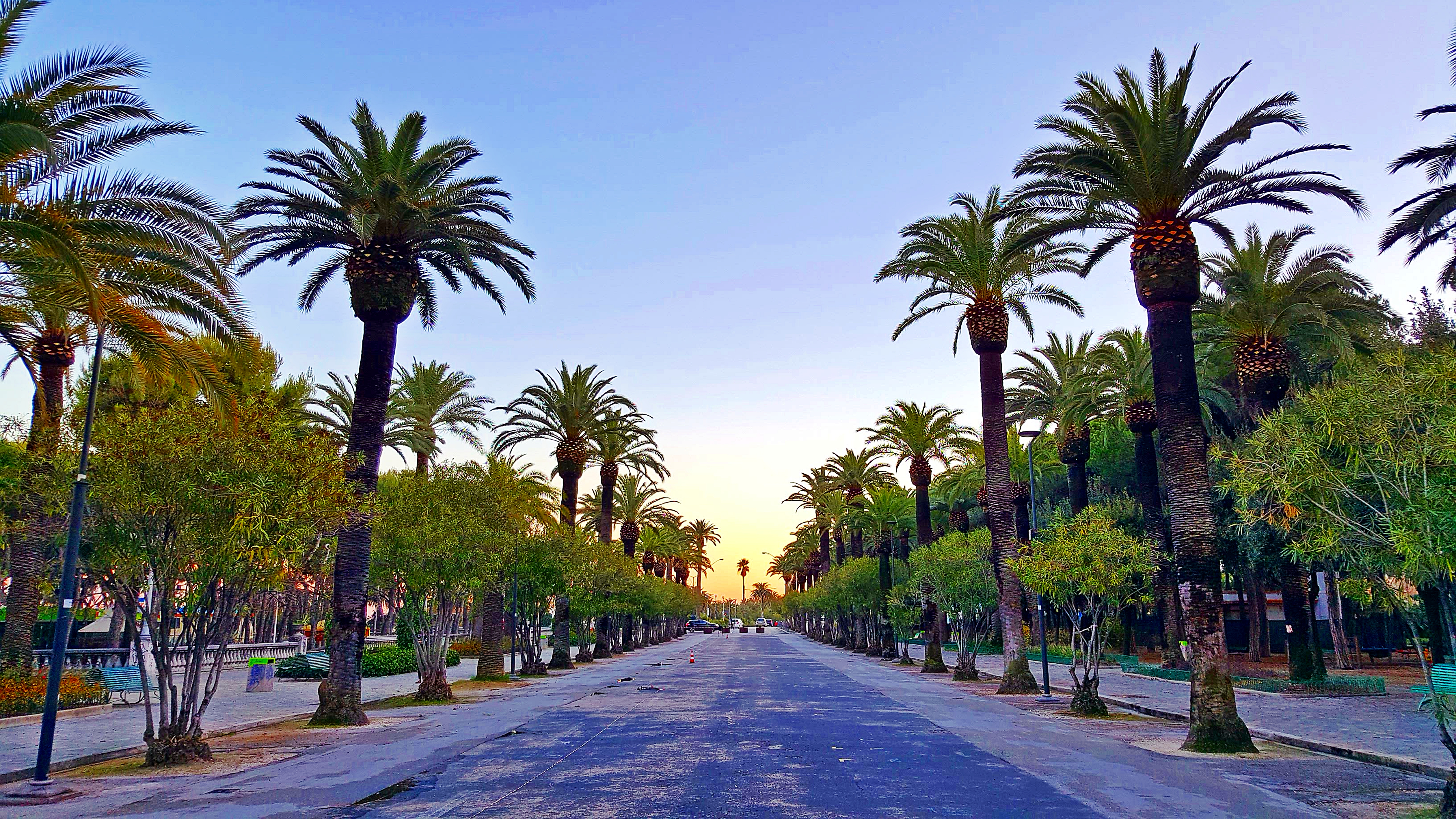
Vista sul Lungomare
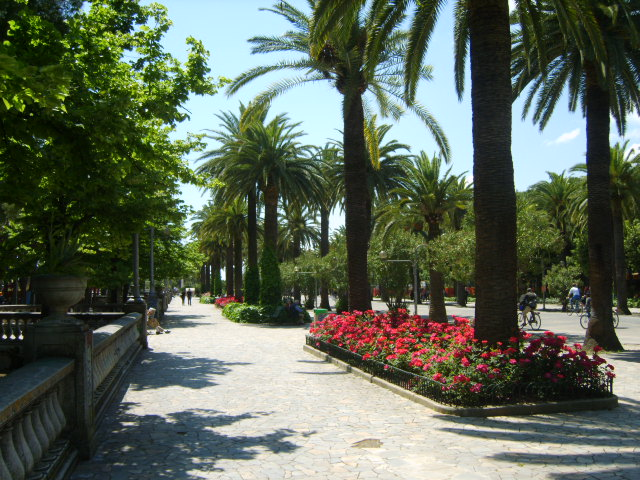
Marciapiede lato est
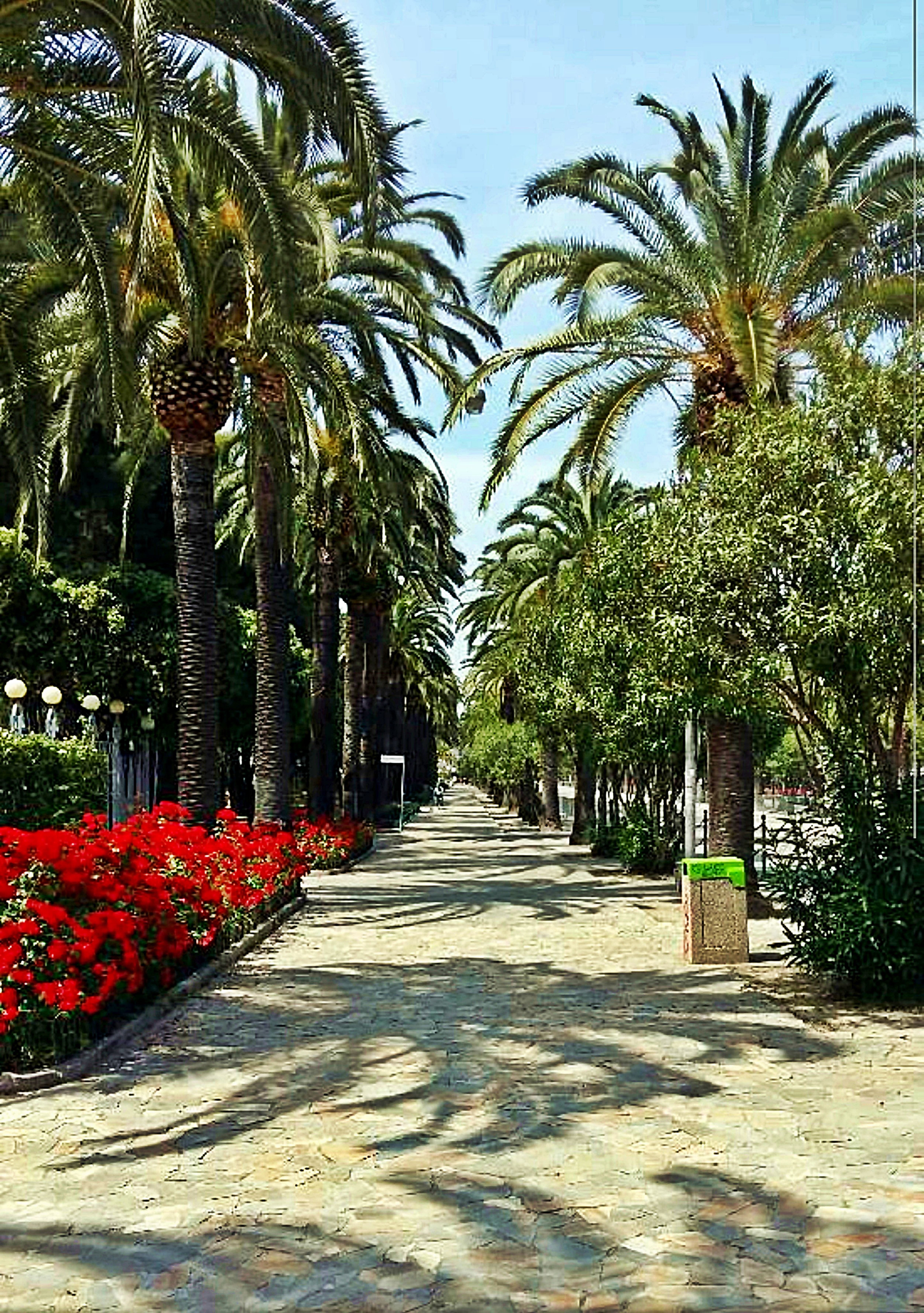
Marciapiede lato ovest
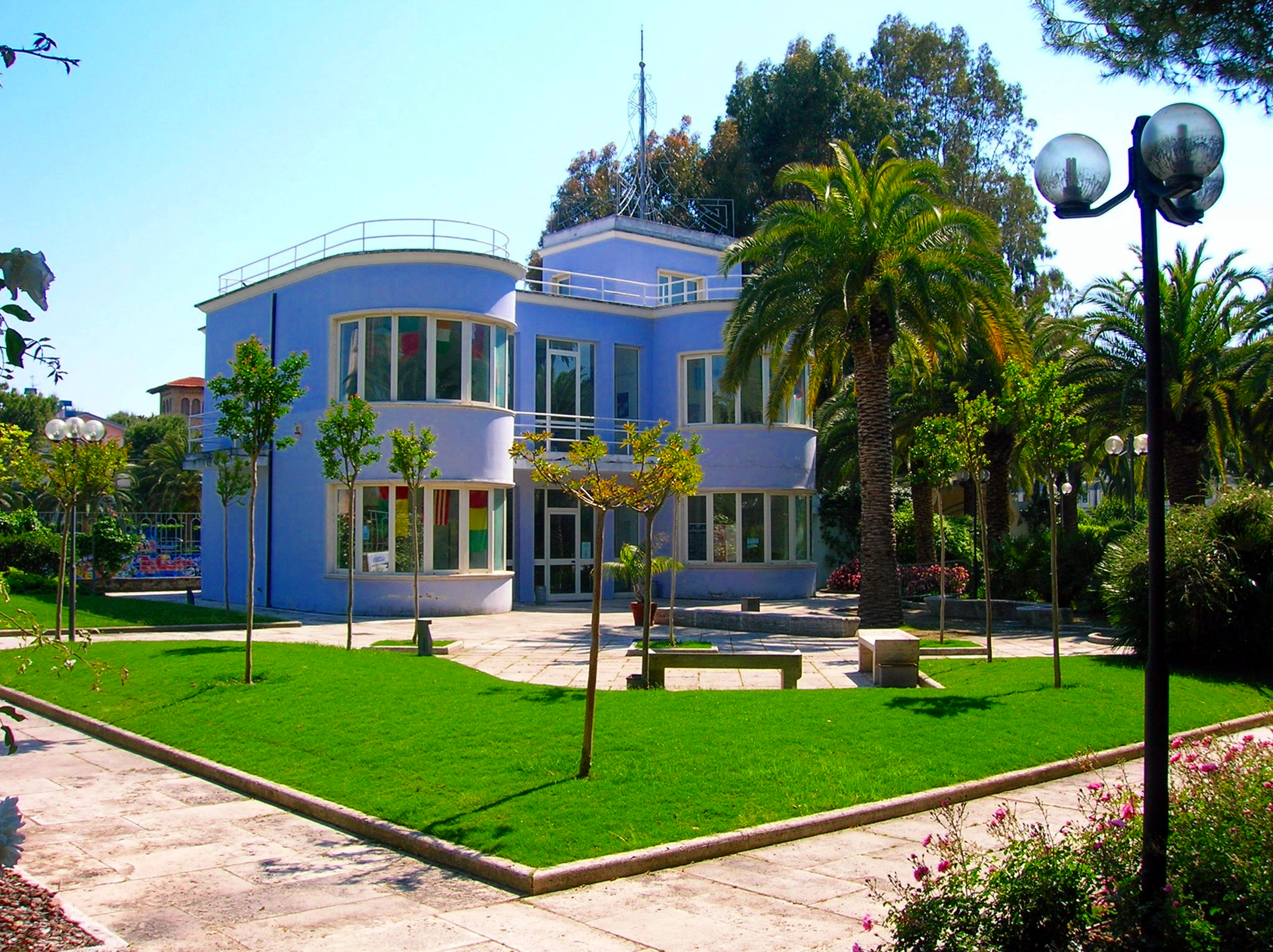
La Palazzina Azzurra